# Девід Роуленд Френсіс
Девід Роуленд Френсіс (англ. David Rowland Francis; 1 жовтня, 1850 — 15 січня, 1927) — американський дипломат. Посол США в Російській імперії в 1916–1918 роках. До цього обіймав посаду мера Сент-Луїса (1885–1889), губернатора штату Міссурі (1889–1893) і міністра внутрішніх справ США (1896–1897). 1904 року відкривав III літні Олімпійські ігри. Був членом Демократичної партії США.

## Життєпис
Народився 1 жовтня 1850 року в Річмонді (штат Кентуккі). 1870 року закінчив Вашингтонський університет у Сент-Луїсі (штат Міссурі), після чого став успішним підприємцем у цьому місті. 1876 року одружився з Джейн Перрі, — внучкою колишнього скарбника штату Міссурі Джеймса Еріксона — від якої у Д. Френсіса було шість синів. 1877 року Д. Френсіс заснував власне підприємство «Комісійна компанія Д. Р. Френсіса і братів» (DR Francis and Brothers Commission Company), а в 1884 році став директором підприємницької біржі в Сент-Луїсі.

## Політична діяльність
У 1885 році Девід Р. Френсіс був обраний мером Сент-Луїса. 1889 року він уже стає губернатором Міссурі, ставши єдиним за всю історію мером Сент-Луїса, який був обраний губернатором штату. У 1896—1897 рр. — Д. Френсіс обіймав посаду міністра внутрішніх справ США під керівництвом президента Гровера Клівленда. 1904 року в Сент-Луїсі він організував всесвітню виставку в рамках III Олімпійських ігор, а 1 липня 1904 року відкрив і саму Олімпіаду.

## Дипломатична діяльність
У 1916 році президент Вудро Вільсон надіслав Д. Френсіса послом США в Російську імперію. Девід Р. Френсіс став останнім послом США, акредитованим при російському імператорському дворі, і останнім послом, які працювали в Петрограді. Пропрацювавши в Росії всього два роки, він став свідком доленосних подій — Лютневої революції, Жовтневої революції і Громадянської війни.
Після перемоги Лютневої революції в березні 1917 року, Д. Френсіс негайно заявив про офіційне визнання США Тимчасового уряду Росії. Тим самим Сполучені Штати стали першою державою, що визнала нове керівництво країни.
Після Жовтневої революції відносини між Росією і США, які радянська влада бачила імперіалістичною державою, помітно погіршали. Однак до лютого 1918 року Д. Френсіс і американське посольство перебували в Петрограді. У лютому 1918 року німецькі війська почали наступ на Петроград. Побоюючись його захоплення, дипломатичні представництва почали евакуацію з міста. Евакуація в Москву була неможлива, оскільки більшовики вимагали надання вірчих грамот, а отже, і офіційного визнання РРФСР, на що дипломати не могли піти. У зв'язку з цим Д. Френсіс 27 лютого 1918 року разом зі співробітниками посольства, а також японською, китайською, сіамською, бразильською місіями вирушили до Вологди. Серед американців були члени петроградського відділення City Bank of New York і місії Американського Червоного Хреста (на чолі з полковником Р. Робінсом). Пізніше, в березні-квітні 1918 року до них приєдналися представники французького, італійського, сербського і бельгійського посольств, які не зуміли евакуюватися з Росії через охоплену громадянською війною Фінляндію. Сам Девід Р. Френсіс став дуаєном (главою) дипломатичного корпусу у Вологді. Однак уже 24 липня 1918 році, під тиском більшовиків, дипломатичний корпус на чолі з Д. Френсісом залишає Вологду і вирушають до Архангельська.
7 листопада 1918 року Девід Р. Френсіс покидає і Росію, а саме американське посольство через 10 місяців було закрито більшовиками. Свої спогади про діяльність як посла Д. Френсіс опублікував у 1921 році у в книзі «Росія: погляд з посольства США (квітень 1916 — листопад 1918)».
Девід Роуленд Френсіс помер в Сент-Луїсі 15 січня 1927 року і був похований на кладовищі Бельфонтен (Bellefontaine).
Ще за його життя у 1895 році Університет Міссурі урочисто відкрив двір імені Девіда Р. Френсіса. Крім того, в університеті був встановлений бронзовий бюст Д. Френсіса. Популярна традиція студентів Університету Міссурі — потерти ніс колишнього губернатора перед складанням тесту, щоб отримати відмінну оцінку. На його честь названий Френсіс-Філд — стадіон для легкої атлетики і футболу в Вашингтонському університеті в Сент-Луїсі. Френсіс Філд — місце проведення III Олімпійських ігор у 1904 році. В честь Д. Френсіса названа також сусідня гімназія. 1916 року Д. Френсіс передав 60 акрів землі Сент-Луїс як різдвяний подарунок. Нині цей парк носить його ім'я.